# 25e brigade aéroportée
Pour les articles homonymes, voir 25e brigade.
La 25e brigade aéroportée, de son nom complet la 25e brigade séparée aéroportée de Sicheslav (en ukrainien : 25-та окрема повітрянодесантна Січеславська бригада, abrégé en 25 ОПДБр ; numéro d'unité militaire А1126) est une grande unité des Forces d'assaut aérien ukrainiennes. Elle a la particularité d'être aérolargable, y compris avec ses véhicules blindés (par Il-76 et An-70). La brigade s'illustre durant l'Invasion russe de l'Ukraine pour son rôle majeur dans la contre-offensive éclair de Kharkiv puis en infligeant de lourdes pertes à la Russie durant l'offensive de Pokrovsk.

## Historique
Durant la seconde moitié de la guerre froide, la 98e division aéroportée soviétique est casernée à Bolgrad (aujourd'hui Bolhrad dans l'oblast d'Odessa) et Kichinev (Chișinău en Moldavie). En conséquence de la dislocation de l'URSS en décembre 1991, le personnel et l'équipement de la division sont partagés entre les Forces armées russes et ukrainiennes : une grosse minorité forme le 5 juin 1993 la 1re division aéromobile ukrainienne au sein du 6e corps d'armée (Ukraine), tandis que la majorité déménage en mai 1993 pour Ivanovo en Russie. Le 217e régiment fournit les cadres afin de former la 25e brigade aéroportée, tandis que le 299e régiment permet de créer la 45e brigade aéromobile (uk). En mai-juillet 2002, la 25e s'installe à Hvardiïske, recevant le titre honorifique Dnipropetrovska (Дніпропетровська). En 2003, la division est dissoute, ses brigades devenant des unités séparées.

### Opérations de maintien de la paix
De 1995 à 2013, des détachements de la brigade sont envoyés participer à des missions de maintien de la paix pour l'ONU, en Bosnie-Herzégovine (au sein de l'IFOR) puis au Kosovo (la KFOR). Durant ces années, la brigade, comme l'ensemble des Forces armées de l'Ukraine, est en sous-effectif et mal-équipée. En 2013, la suppression de la conscription entraîne une réorganisation, ce qui fait que peu d'unités sont opérationnelles. Durant l'hiver 2013-2014, le gouvernement envisage le déploiement de la brigade pour mettre fin à l'Euromaïdan.

### Guerre du Donbass
Fin février 2014, au moment de la saisie de la Crimée par les forces russes, la compagnie de reconnaissance est dans la péninsule pour des exercices au camp de Perevalne ; bloquée par les « petits hommes verts », elle réussit finalement à s'extraire. Les autres unités de la brigade sont alors mises en alerte, et surtout recomplétées. Début mars, le 2e bataillon est déployé au nord-est de Mykolaïv. En avril 2014, la situation dégénère en Ukraine orientale, plusieurs villes entrant en insurrection, poussant le nouveau gouvernement à déclencher l'« opération antiterroriste », avec l'envoi de l'armée : le 1er bataillon du 25e est envoyé à Amvrossiïvka, le 3e bataillon à Kramatorsk. Ils y affrontent les milices séparatistes, dans une situation de guerre civile. Le 16 avril, la brigade perd six de ses blindés (BMD-2, BTR-D et un 2S9), saisis par des séparatistes à l'entrée de Sloviansk. L'unité étant désarmée par des civils ; cette affaire devient politique, quand le président par intérim Tourtchynov affirme que « la 25e brigade, dont les soldats ont fait preuve de lâcheté et ont rendu les armes, sera dissoute et les militaires coupables seront traduits en justice » (menace finalement pas appliquée). Le 14 juin à 0 h 51, 40 parachutistes de la 25e sont tués à bord d'un Iliouchine Il-76, abattu lors de sa phase d'approche de l'aéroport de Louhansk. En novembre, les unités de la brigade retournent dans leur garnison. Un groupe tactique de la 25e participe en janvier 2015 aux combats pour l'aéroport de Donetsk.
En août 2021, à l'occasion du 30e anniversaire de l'indépendance de l'Ukraine, la brigade abandonne son titre Dnipropetrovska pour celui Sicheslavskaya (Січеславська),, Sicheslav étant l'ancien nom en 1918-1921 de l'actuelle ville de Dnipro (ex Dnipropetrovsk/Dniepropetrovsk de 1926 à 2016).

### Invasion russe de l'Ukraine

#### Invasion à grande échelle: batailles d'Avdiïvka et d'Izioum (février - mai 2022)
Au moment du déclenchement de l'invasion de l'Ukraine par la Russie, l'essentiel de la 25e brigade est positionnée entre Avdiïvka et Niou-Iork en face de Donetsk. Certaines unités parmi lesquelles la compagnie de chars sont présentes au sud de Balaklia et de Izioum,. D'autres éléments dont au moins la 3e compagnie du 1er bataillon de la brigade sont détachés pour être envoyé à Volnovakha où les Russes ont percé le front. Elles accrochent les troupes du 1er corps d'armée détruisant au moins un char. Durant la seconde moitié du mois de mars, la 25e brigade subit de violents bombardements dans le secteur d'Avdiivka et Verkhn'otorets'ke (sud de Horlivka). Des combats ont lieu pour le contrôle du village qui est pris par les Russes le 23 mars. Le 17 mars 2022, le commandant de la brigade, le colonel Oleg Zenchenko est tué au combat. Début avril, le 2e bataillon de parachutistes est envoyé soutenir la 95e brigade d'assaut aérien pour contenir la poussée russe au sud d'Izioum qui menace d'encerclement tout le disposiif ukrainien dans le Donbass. Le bataillon est confronté à de violents combats autour des communes de Brazhkivka et Mala Komychouvakha,,,. A Avdiïvka, le reste de la brigade reçoit le soutien de la 110e brigade mécanisée alors que les Russes intensifient leurs efforts sur la périphérie de la ville. La brigade repousse un assaut russe près de Novobakhmoutivka (nord-est) détruisant et endommageant deux chars et un blindé BMP-1. Les positions de la 25e brigade aéroportée au nord de Novobakhmutivka sont si violemment bombardés que l'infanterie est forcée d'être évacuée par des blindés sous un barrage d'artillerie. Le 5 mai, le village de Troitske, au sud de Novoselivka est conquis par les séparatistes. La 25e aéroportée et des éléments de la 30e brigade mécanisée ripostent aux assauts par des frappes sur de camions de ravitaillement et des positions séparatistes,. La brigade reste déployé à Avdiivka jusqu'en juin 2022.

#### Secteur d'Izioum: de la défense à la contre-offensive (mai - septembre 2022)
La majeure partie de la brigade est ensuite déployé dans le secteur d'Izioum en cours du mois de mai 2022 afin de ralentir la progression russe vers Sloviansk. Le 1er bataillon participe ainsi aux batailles de Bohorodychne et de Krasnopillia. Fin juin, la brigade résiste à de nombreuses attaques russes au sud de Dovhenke en direction de la localité Mazanivka et la forêt qui l'entoure,. La 25e joue ensuite un rôle important durant la contre-offensive éclair de Kharkiv, en septembre 2022. Le 6 septembre, avec la 80e brigade d'assaut aérien, un bataillon de la 4e brigade de chars et la 92e brigade mécanisée, elle est utilisée comme fer de lance afin de percer les lignes russes au nord de Balaklia. L'opération débute après un intense barrage d'artillerie vers 3h30 du matin, la brigade avance par petite colonne de trois blindés et enfonce le front. Au 7 septembre, la 25e brigade a progressé de 18km et libère Volokhiv Yar. Elle repart vers le sud le long de l'autoroute E40 menacant d'encerclement les troupes russes. Les hommes de la 25e brigade libère Izioum le 10 septembre. Après une semaine passé dans la ville, la brigade repart en direction de Lyman. Elle traverse la rivière Oskil et attaque les localités de Korovii Yar, Ridkodub et Nove où elle rencontre de la résistance et subit des pertes. L'artillerie de la 25e bombarde massivement les positions russes notamment autour de Zelena Dolyna et parvient à libérer les villages entre le 25 et le 27 septembre. Les avancées vers Lyman sont plus difficiles, la brigade aux côtés de la 80e encercle la ville par le nord tandis que la 66e mécanisée l'attaque frontalement au sud. Les hommes de la 25e atteingnent Shandryholove et Kolodjazi le 27 et Yampolivka le 30 où d'intenses combats ont lieu. La brigade libère ensuite le village de Stavky le 1er octobre. Quasiment encerclée, les Russes abandonnent Lyman le lendemain.

#### Ligne Svatove-Kreminna: gel du front (octobre 2022 - mars 2024)
La 25e brigade reste ensuite déployé lors de la bataille de la ligne Svatove-Kreminnad'abord entre de Terny et Chervonopopivka (uk) au nord-ouest de Kreminna où Le front se gèle. Le 14 octobre, le nouveau commandant de brigade, le colonel Kuraš, a été nommé Héros de l'Ukraine par le président Volodymyr Zelensky en raison des succès obtenus lors de cette opération. Au cours des mois suivants, elle continue à opérer à l'est de la rivière Oskol, essayant de capturer Chervonopopivka (uk).  Fin janvier 2023, elle mène une tentative d'attaque vers Kreminna depuis le nord, simultanément à une manœuvre de la 95e brigade d'assaut aérien depuis sud. Les 7 et 8 février, à l'occasion de la visite institutionnelle de Zelensky, certains équipages de la brigade sont envoyés au Royaume-Uni pour commencer l'entraînement sur les chars Challenger 2. Ces personnels, ainsi qu'un autre bataillon de la 80e brigade, sont détachée pour devenir le noyau de la 82e brigade d'assaut aérien, une nouvelle unité d'élite destinée à être le fer de lance de la contre-offensive estivale ukrainienne. Le 5 mars, la brigade repousse une attaque russe en détruisant cinq chars. À partir de juillet 2023, des éléments de la brigade sont déployés dans le secteur de Novoselivske au nord de Svatove dont le 3e bataillon puis le 2e en soutien de la 92e brigade d'assaut qui subit d'importantes attaques. En novembre 2023, la brigade se modernise et reçoit des véhicules de combat d'infanterie Marder livrés par l'Allemagne.

#### Offensive russe vers Pokrovsk (depuis février 2024)
À partir de la fin-février 2024, le 3e bataillon de la brigade est envoyé à l'ouest d'Avdiïvka récemment capturé, les Russes poursuiv&nt leur offensive en direction de Pokrovsk. Il se positionne sur le flanc gauche de la 53e brigade mécanisée et en appui de la 3e brigade d'assaut entre les villages de Orlivka (oblast de Donetsk) (uk) et Tonenke (uk) où il repousse plusieurs assauts,,. L'ensemble de la brigade est ensuite progressivement déployée dans le secteur. Les deux villages sont toutefois capturés au cours du mois, la brigade se replie à Oumanske (uk) et Yasnobrodivka. Le 30 mars 2024, la brigade repousse une attaque mécanisée russe en direction du village,. C'est la première attaque de cette ampleur depuis le début de la campagne russe pour capturer Avdiivka. Le 6e régiment de chars de la Garde, qui dépend de la 90e division de chars de la Garde utilise 36 chars et 12 véhicules de combat d'infanterie dans l'attaque, dont 12 chars et huit véhicules de combat d'infanterie BMP sont détruits par les Ukrainiens de la 25e notamment à l'aide de FGM-148 Javelin,. La zone à l'ouest de Tonenke, devient un cimetère pour les blindés russes qui subissent de lourdes pertes. Umanske est finalement capturé par les Russes le 9 mai. Entre mai et juillet, la brigade retient les Russes entre Umanske et la rivière Vovtcha. La percée vient finalement plus au nord, dans le petit village de Prohres. Les ukrainiens reculent progressivement jusqu'à Novohrodivka et Selydove, la 25e positionné entre les deux. Novohrodivka tombe rapidement le 22 août. Depuis, la brigade tient des positions autour du village de Lysivka à 5km au sud de Pokrovsk, dernières positions avant l'entrée de la ville.

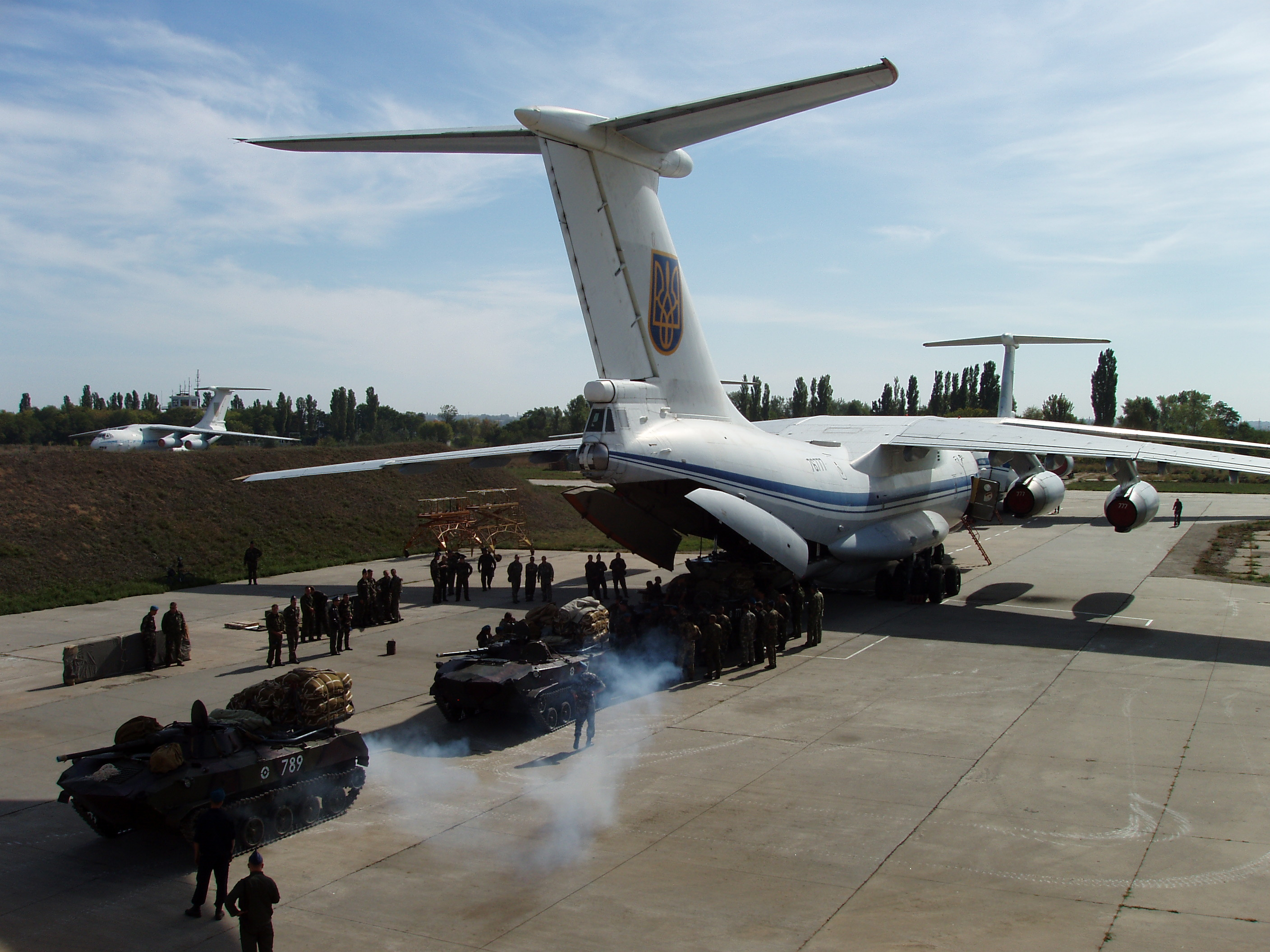
En 2013 embarquant dans un Il-76.
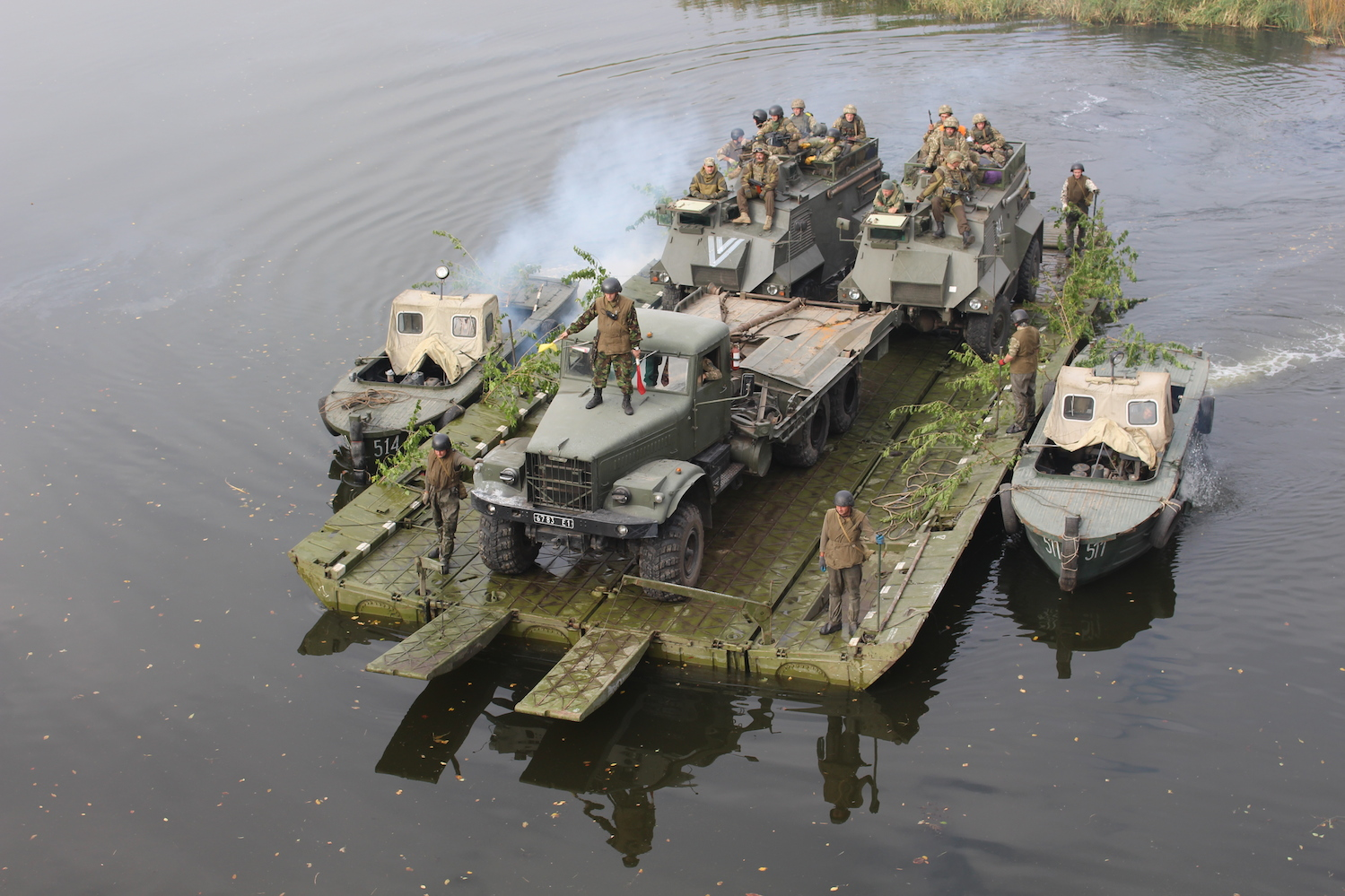
franchissement de rivière, deux Saxons et un KrAZ-255 en 2016.
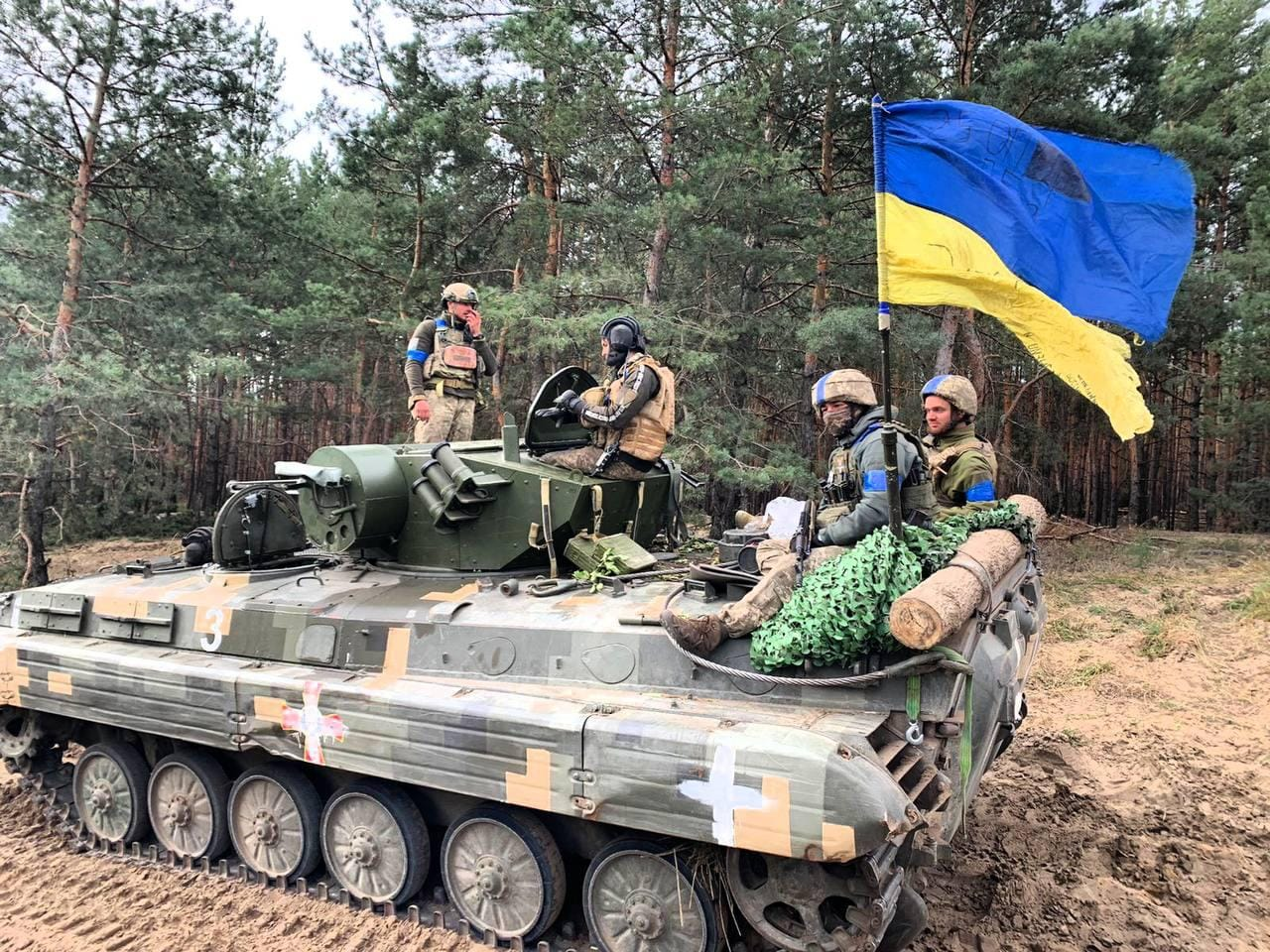
En septembre 2022 sur un BMP-1,
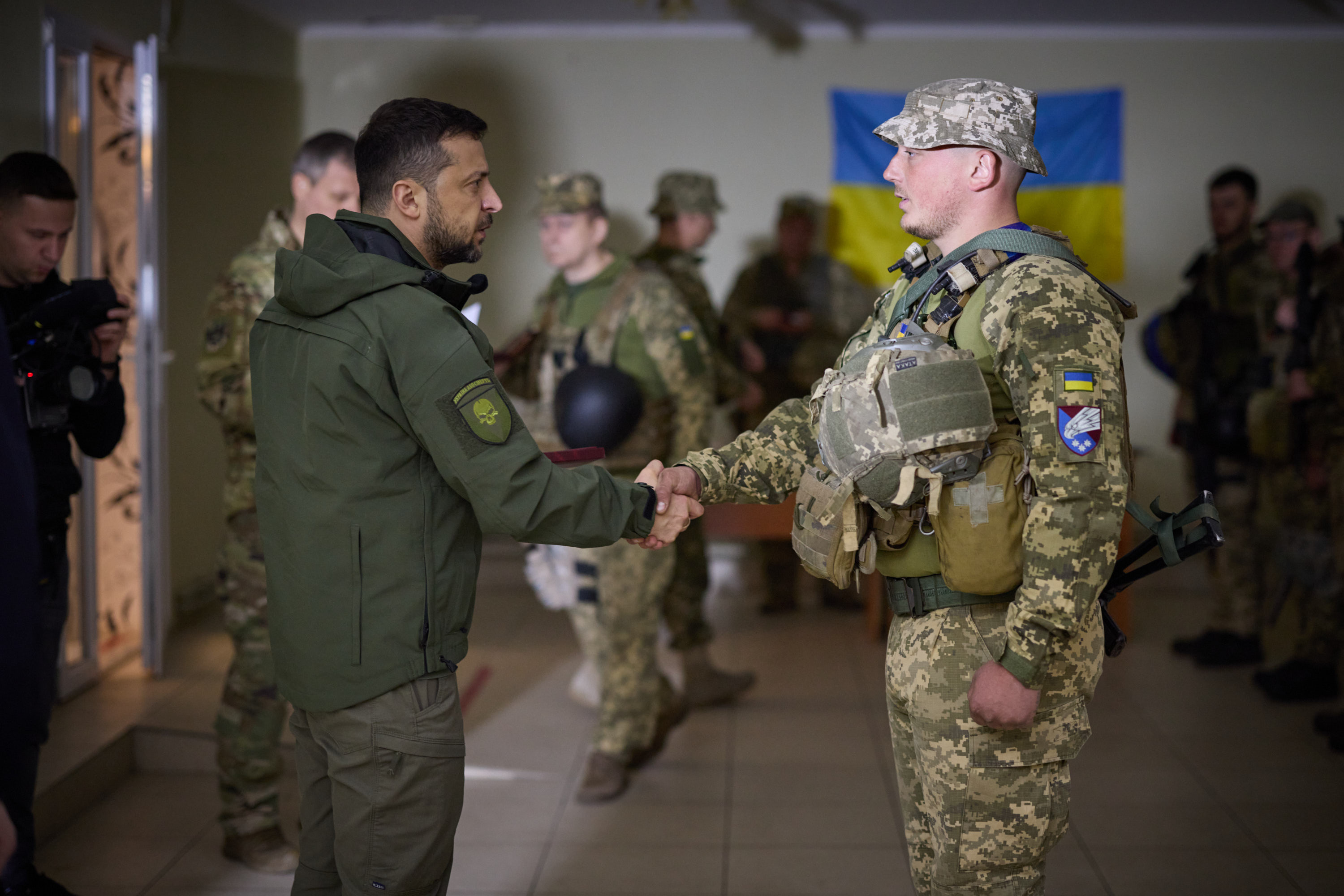
Un homme décoré par le président Volodymyr Zelensky, septembre 2022 près de Kharkiv.
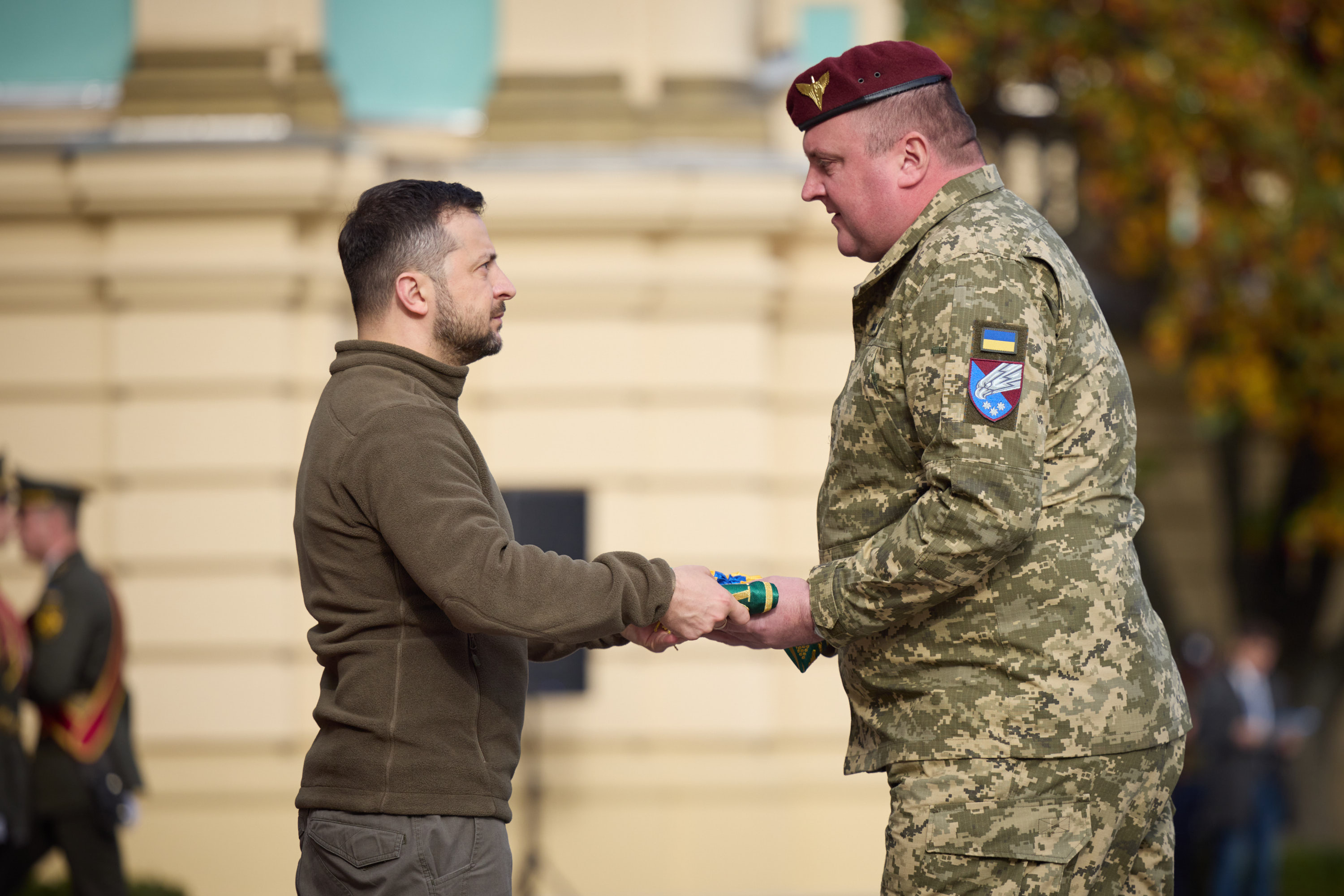
Remise de médaille lors du Journée des défenseurs et défenseuses de l'Ukraine en 2022.

## Structure

### Ordre de bataille
- État-major (штаб) de la brigade ;
  - 
    -  compagnie de protection du QG ;

  -  1er bataillon d'assaut aérien ;
  -  2e bataillon d'assaut aérien ;
  -  3e bataillon d'assaut aérien ;
  -  compagnie de chars ;
  -  groupe d'artillerie de la brigade :
    - Unité de contrôle et d'acquisition de cibles ;
    - division (дивізіон)[43] d'artillerie automotrice ;
    - division d'artillerie automotrice ;
    - division de lance-roquettes ;

  -  compagnie de défense antiaérienne ;
  -  compagnie de reconnaissance ;
  -  compagnie du du génie ;
  -  compagnie de maintenance ;
  -  compagnie de logistique ;
  -  compagnie de transmissions ;
  -  compagnie de soutien matériel
  -  compagnie de défense NBC ;
  -  compagnie médicale (soins et évacuation)[44].

### Équipements
- trois bataillons d'assaut aérien équipés de véhicules de combat d'infanterie Marder1A3 livrés par l'Allemagne et BMP-2 soviétiques ; des Transports de troupes FV103 Spartan livrés par le Royaume-Uni, BTR-82A, blindés légers Kozak-2. Auparavant des BMD-2 et BMP-1S.
- Une compagnie de chars dotée de T-80BV mod. 2018 complétés par un T-64BV
- groupe d'artillerie : un bataillon avec des pièces 2S1 Gvozdika, un sur 2S9 Nona et 2S17 Nona, un sur BM-21 Grad
- compagnie antiaérienne : munie de canons 9K35 Strela-10
- compagnie de reconnaissance : avec des véhicules BMR-1K

## Personnalités y ayant servi
- Eugene Korostelyov (uk).
- Valeriï Markous.
- Iouriy Sodol commandait la brigade entre 2007 et 2015.
- Andriy Tkatchouk (uk).